# Nguyễn Tiểu Nhị
Nguyễn Tiểu Nhị (chữ Hán: 阮小二; bính âm: Ruǎn Xiǎo'èr) là một nhân vật hư cấu trong tiểu thuyết Thủy hử. Ông có biệt hiệu là Lập Địa Thái Tuế (立地太歲, Thái Tuế mở đất). Ở Lương Sơn Bạc, Nguyễn Tiểu Nhị là đầu lĩnh thứ 27, được sao Thiên Kiếm Tinh (chữ Hán: 天劍星; tiếng Anh: Sword Star) chiếu mệnh.

## Ngoại hình
Nguyễn Tiểu Nhị được miêu tả là người đàn ông khoẻ mạnh, khuôn mặt góc cạnh, đôi mắt sắc lạnh, ngực mọc lông vàng.

## Xuất thân
Nguyễn Tiểu Nhị quê ở thôn Thạch Kiệt (nay là huyện Lương Sơn, địa cấp thị Tế Ninh, tỉnh Sơn Đông). Ông là anh cả của Nguyễn Tiểu Ngũ và Nguyễn Tiểu Thất. Ba anh em mất cha từ sớm, làm nghề đánh cá và buôn bán nhỏ để nuôi mẹ già. Cả ba anh em đều nóng tính, nhưng một lòng trung thành.
Trong 3 anh em, Nguyễn Tiểu Nhị là người duy nhất lập gia đình. Tuy nhiên Thi Nại Am không nói rõ vợ ông họ tên là gì và ông có bao nhiêu con.

## Gia nhập Lương Sơn Bạc
Tiều Cái muốn cướp cống lễ, Ngô Dụng đề nghị đi mời Nguyễn gia huynh đệ giúp sức, biết được bọn Vương Luân không cho họ đánh cá, sinh kế khó khăn nên mời họ nhập bọn cướp cống lễ, sau này việc cướp cống lễ vỡ lỡ, Nguyễn gia huynh đệ dưới kế sách của Ngô Dụng đã đánh bại Hà Đào, cùng lên Lương Sơn. Lên đến Lương Sơn, Vương Luân bụng dạ hẹp hòi, không chịu dung nạp các hảo hán, Ngô Dụng khích cho Lâm Xung giết Vương Luân, Nguyễn Tiểu Nhị đã giúp Ngô Dụng khống chế Tống Vạn để y không thể cứu được Vương Luân. Sau đó Tiều Cái làm chủ trại Lương Sơn và phong cho Nguyễn Tiểu Nhị làm một đầu lĩnh ở Lương Sơn.

## Chiêu an và tử trận
Nguyễn Tiểu Nhị theo Tống Giang đông chinh tây thảo, trong một trận đánh quân Phương Lạp, ông cùng các phó tướng Đồng Uy, Đồng Mãnh, Mạnh Khang dẫn quân tiến đánh thủy trại Ô Long Lĩnh. Quân Phương Lạp dùng bè lửa đánh hoả công, vây chặt thuyền, quân Lương Sơn tổn thất nặng. Nguyễn Tiểu Nhị bị địch móc câu liêm, sợ bị bắt chịu nhục, liền tuốt đao tự vẫn.

## Trong Đãng Khấu Chí
Tại hồi 58, Tống Công Minh sai Nguyễn Thị tam hùng lĩnh ba ngàn thủy quân, qua sông Vấn hà tấn công quân triều đình. Vân Thiên Bưu cử Vân Long và Tuệ Nương hợp với Âu Dương Thọ Thông địch lại. Quân triều đình dùng kế giả thua, dụ 3 anh em họ Nguyễn đuổi theo, Tiểu Nhị và Tiểu Ngũ trúng kế bị bao vây. Tiểu Nhị trên cạn không phải đối thủ của Vân Long bị bắt sống, Tiểu Ngũ phá vây chạy thoát.

## Hậu duệ
Nguyễn Tiểu Nhị có một con trai là Nguyễn Lương, xuất hiện trong tiểu thuyết Thuyết Nhạc Toàn Truyện (bản dịch tiếng Việt là Nhạc Phi diễn nghĩa).